# العلاقات البريطانية الجنوب إفريقية
العلاقات البريطانية الجنوب أفريقية هي العلاقات الثنائية التي تجمع بين المملكة المتحدة وجنوب أفريقيا.

## مقارنة بين البلدين
هذه مقارنة عامة ومرجعية للدولتين:
| وجه المقارنة                                              | المملكة المتحدة                 | جنوب أفريقيا |
| --------------------------------------------------------- | ------------------------------- | --- |
| المساحة (كم2)                                             | 242.50 ألف                      | 1.22 مليون |
| عدد السكان (نسمة)                                         | 66.02 مليون                     | 57.73 مليون |
| الكثافة السكانية (ن./كم²)                                 | 272.25                          | 47.32 |
| العاصمة                                                   | لندن                            | بريتوريا، بلومفونتين، كيب تاون |
| اللغة الرسمية                                             | لغة إنجليزية، اللغة الويلزية    | لغة إنجليزية، اللغة الأفريقانية، اللغة النديبلي الجنوبية، اللغة السوثو الشمالية، اللغة السوتية، لغة سوازي، اللغة التسونجا، اللغة التسوانية، اللغة الفيندية، اللغة الكوسية، اللغة الزولوية |
| العملة                                                    | جنيه إسترليني                   | راند جنوب أفريقي |
| الناتج المحلي الإجمالي (بليون دولار)                      | 2.62 تريليون                    | 349.42 مليار |
| الناتج المحلي الإجمالي (تعادل القوة الشرائية) بليون دولار | 2.72 تريليون                    | 725.91 مليار |
| الناتج المحلي الإجمالي الاسمي للفرد دولار أمريكي          | 43.88 ألف                       | 5.72 ألف |
| الناتج المحلي الإجمالي للفرد دولار أمريكي                 | 40.23 ألف                       | 13.05 ألف |
| مؤشر التنمية البشرية                                      | 0.907                           | 0.666 |
| رمز المكالمات الدولي                                      | +44                             | +27 |
| رمز الإنترنت                                              | .uk، .gb                        | .za |
| المنطقة الزمنية                                           | توقيت غرينيتش، توقيت غرب أوروبا | ت ع م+02:00، أفريقيا/جوهانسبرغ ‏ |

## مدن متوأمة
في ما يلي قائمة باتفاقيات التوأمة بين مدن بريطانية وجنوب أفريقية:
- ترتبط ليدز [الإنجليزية]‏ مع ديربان باتفاقية توأمة.
- ترتبط برمنغهام مع جوهانسبرغ باتفاقية توأمة منذ 20 يونيو 1973.[17][17][17][17]
- ترتبط لندن مع جوهانسبرغ باتفاقية توأمة منذ 2015.[18][18][18][18]

## منظمات دولية مشتركة
يشترك البلدان في عضوية مجموعة من المنظمات الدولية، منها:
| علم المنظمة | اسم المنظمة                        | تاريخ انضمام المملكة المتحدة | تاريخ انضمام جنوب أفريقيا |
| ----------- | ---------------------------------- | ---------------------------- | ------------------------- |
|             | وكالة ضمان الاستثمار متعدد الأطراف | 12 أبريل 1988                | 10 مارس 1994              |
|             | الأمم المتحدة                      | 24 أكتوبر 1945               | 7 نوفمبر 1945             |
|             | دول الكومنولث                      | 11 ديسمبر 1931               | 11 ديسمبر 1931            |
|             | الفريق المعني برصد الأرض           | ?                            | ?                         |
|             | مجموعة العشرين                     | 26 سبتمبر 1999               | ?                         |
|             | منظمة حظر الأسلحة الكيميائية       | ?                            | ?                         |
|             | منظمة التجارة العالمية             | 1995                         | 1995                      |
|             | منظمة الشرطة الجنائية الدولية      | ?                            | ?                         |
|             | البنك الإفريقي للتنمية             | ?                            | ?                         |
|             | مؤسسة التنمية الدولية              | 24 سبتمبر 1960               | 12 أكتوبر 1960            |
|             | نظام تحكم تكنولوجيا القذائف        | 1987                         | 1995                      |
|             | يونسكو                             | 4 نوفمبر 1946                | 4 نوفمبر 1946             |
|             | الاتحاد البريدي العالمي            | ?                            | ?                         |
|             | البنك الدولي للإنشاء والتعمير      | 27 ديسمبر 1945               | 27 ديسمبر 1945            |
|             | المنظمة الهيدروغرافية الدولية      | ?                            | ?                         |
|             | الاتحاد الدولي للاتصالات           | 24 فبراير 1871               | 1910                      |
|             | مؤسسة التمويل الدولية              | 20 يوليو 1956                | 3 أبريل 1957              |
|             | مجموعة الموردين النوويين           | ?                            | ?                         |

## أعلام
هذه قائمة لبعض الشخصيات التي تربطها علاقات بالبلدين:
- آلان باتون (11 يناير 1903[28][29][30] – 12 أبريل 1988[28][29][31])
- آلن كورماك (فيزيائي أمريكي، 23 فبراير 1924[32][33] – 7 مايو 1998[32][33][34])
- أندرو سورمان (لاعب كرة قدم إنجليزي، 20 أغسطس 1986 – )
- بروس جروبيلار (6 أكتوبر 1957 – )
- جاري بلاير (لاعب غولف جنوب أفريقي، 1 نوفمبر 1935[35][36] – )
- جستن روس (لاعب غولف من المملكة المتحدة، 30 يوليو 1980 – )
- جوني كليج (7 يونيو 1953 – )
- زولا بود (26 مايو 1966 – )
- شارلين أميرة موناكو (25 يناير 1978 – )
- كيفن أندرسون (لاعب كرة مضرب جنوب أفريقي، 18 مايو 1986 – )
- كيفن كارن (2 مارس 1958 – )
- كيفين كارتر (13 سبتمبر 1960[37][38] – 27 يوليو 1994[37][39])
- لويس ريمون (لاعب كرة مضرب جنوب أفريقي، 28 يونيو 1895 – 30 يناير 1962)
- مارك شاتلوورث (رائد أعمال جنوب أفريقي، 18 سبتمبر 1973 – )
- ويسلي مودي (لاعب كرة مضرب جنوب أفريقي، 14 فبراير 1979 – )

## وصلات خارجية
- موقع وزارة الخارجية البريطانية
- موقع وزارة الخارجية الجنوب أفريقية